# Camassia quamash
La camassia comune o quamash (Camassia quamash Lindl., 1832) è una pianta perenne erbacea della famiglia Asparagaceae, originaria dell'ovest dell'America settentrionale.
Il termine quamash viene dal nome dato al bulbo della pianta in lingua nasi forati. Molte tribù della zona della costa del Pacifico nord-occidentale tra cui i Nez-Percé, i Cree e la Confederazione dei Piedi Neri, utilizzavano i bulbi, arrostiti o bolliti, come una delle loro principali fonti di nutrimento.

## Descrizione

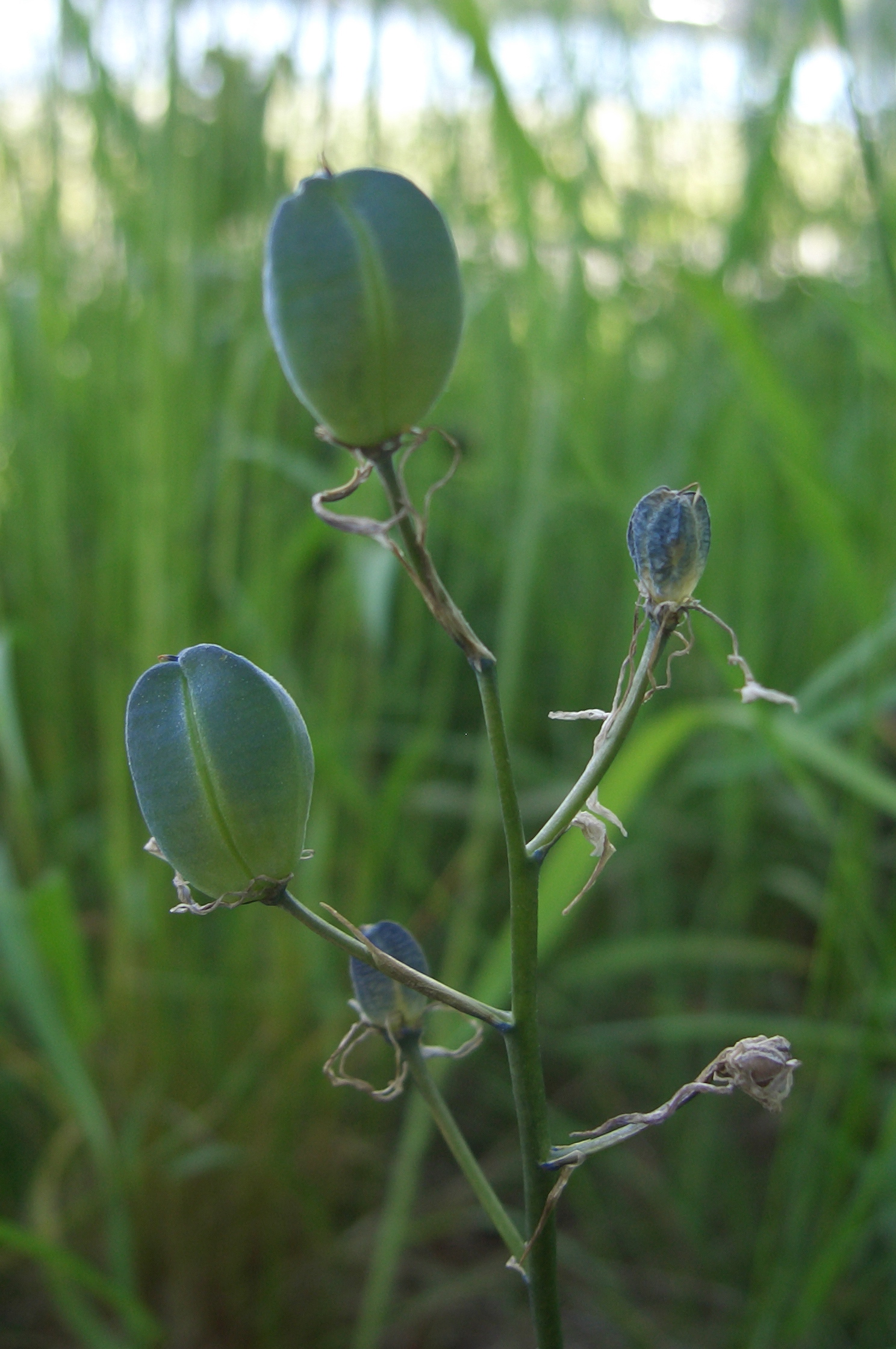
Il frutto della quamash contiene numerosi grani neri.

I fiori, di colore da blu pallido a blu profondo, crescono in grappoli alla fine dello stelo. Ogni fiore ha forma stellata a simmetria radiale, con sei petali.
Gli steli hanno una lunghezza compresa tra 30 e 90 cm. Le foglie hanno un aspetto analogo a quello dell'erba.
Benché la quamash sia commestibile e nutritiva, a volte essa si sviluppa insieme a specie di Toxicoscordion e altri generi, che hanno bulbi simili ma che sono estremamente tossici.

## Coltura
Camassia quamash non è solo una pianta commestibile, viene anche coltivata come pianta ornamentale. Infatti anche in natura un gran numero di quamash può colorare una prateria di blu-violetto.
Questo bulbo si adatta bene nei giardini, specialmente se il suolo è ben drenato e ricco di humus.
Cresce bene anche all'ombra leggera, nelle zone rocciose o nei prati aperti e vicino ai fiumi.

## Usi

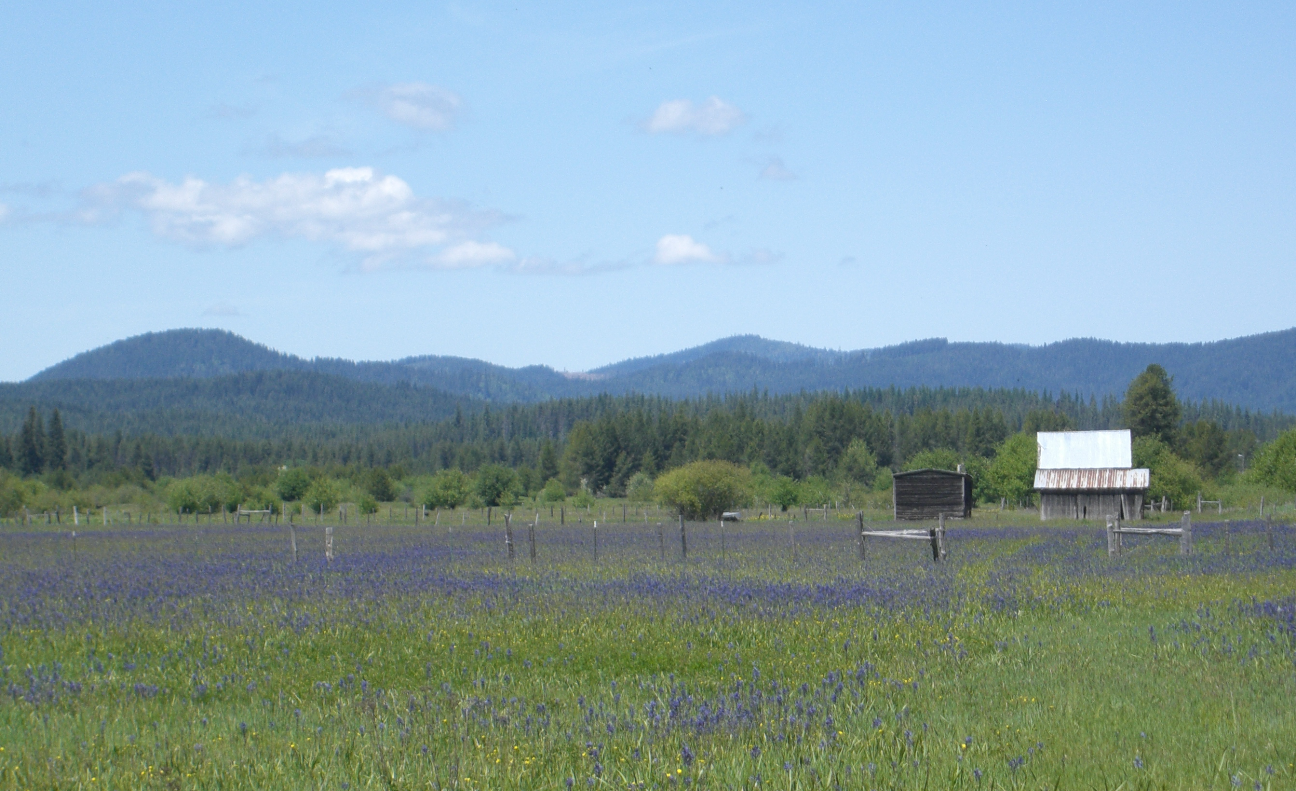
Campo di Quamash

Il quamash è stato una fonte alimentare per molti popoli indigeni dell'ovest degli Stati Uniti e del Canada. Dopo essere stati raccolti in autunno, dopo che i fiori sono seccati, i bulbi vengono grigliati o bolliti. Hanno un gusto simile alla patata dolce, ma più dolce per la presenza d'inulina (come per i topinambour). Si possono ugualmente fare seccare i bulbi per ottenerne della farina.
Questi bulbi hanno contribuito alla sopravvivenza dei membri della spedizione di Lewis e Clark (1804-1806).

## Collegamenti esterni

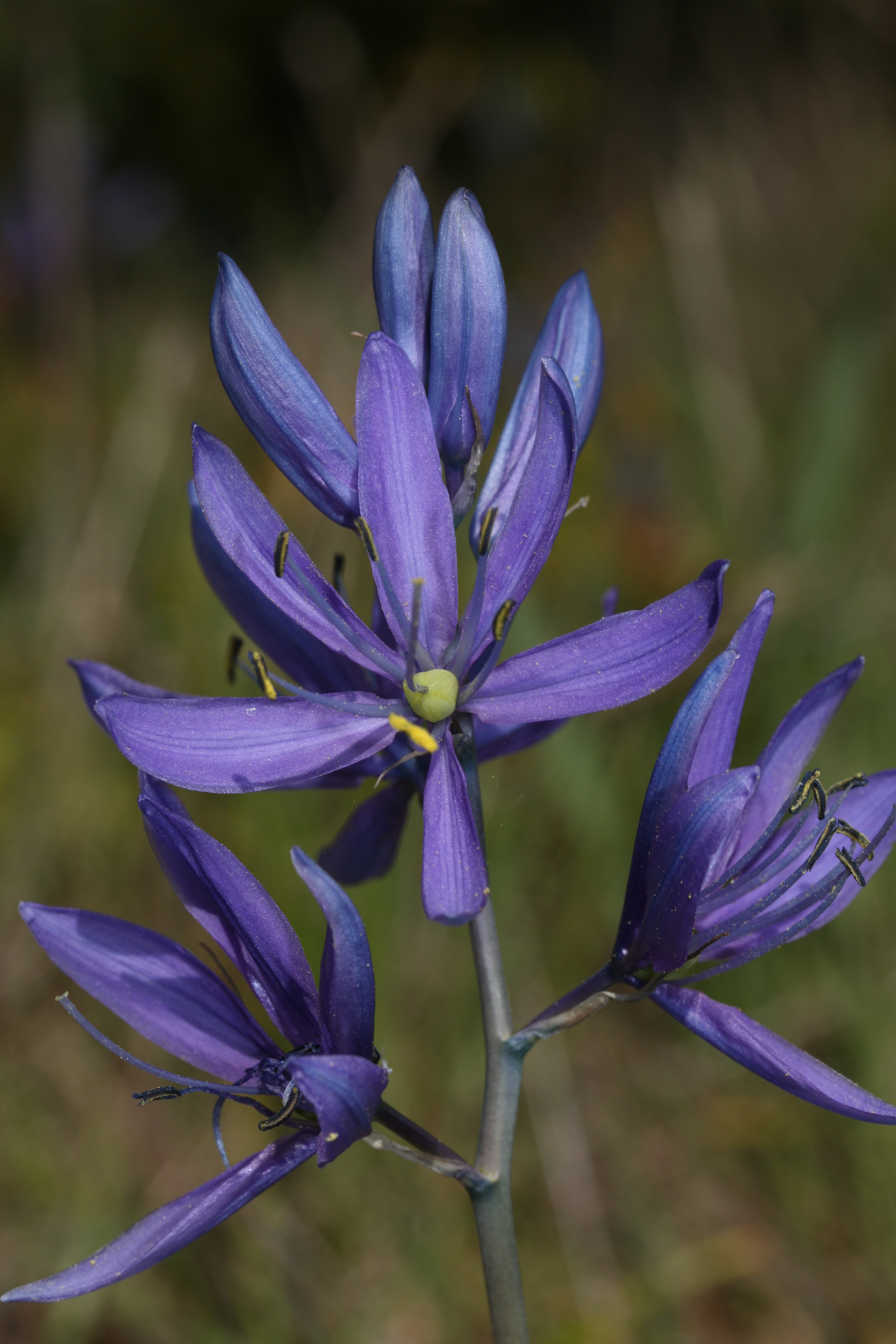
Camassia quamash sottospecie maxima

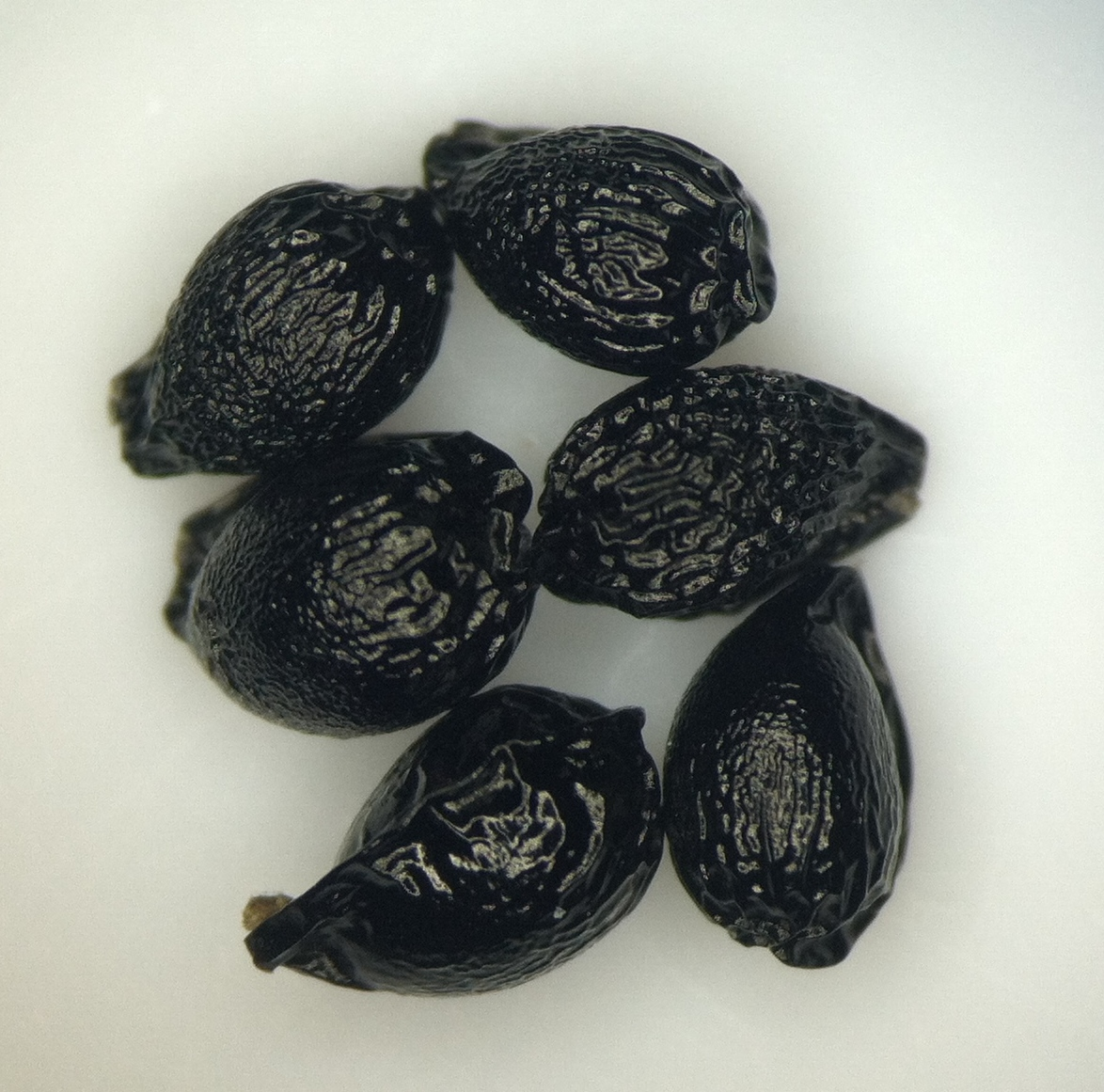
Semi di quamash